# Memory (film, 2023)
Pour les articles homonymes, voir Memory.
Pour plus de détails, voir Fiche technique et Distribution.
Memory est un film américano-mexicano-chilien réalisé par Michel Franco et sorti en 2023.
Il est présenté en avant-première à la Mostra de Venise 2023. Peter Sarsgaard y obtient d'ailleurs la Coupe Volpi de la meilleure interprétation masculine.

## Synopsis
Sylvia est assistante sociale. Elle mène une vie simple et bien réglée. Lors d'une réunion d'anciens élèves de son lycée, elle retrouve Saul, qui la suit chez elle après leur réunion. Cette rencontre surprise va les replonger dans leur passé et profondément les affecter.

## Fiche technique
Sauf indication contraire, les informations mentionnées dans cette section peuvent être confirmées par la base de données cinématographiques IMDb,  présente dans la section « Liens externes ».
- Titre original : Memory
- Réalisation et scénario : Michel Franco
- Directeur musical : Joe Rudge
- Décors : Claudio Ramirez Castelli
- Costumes : Gabriel Fernandez
- Photographie et cadrage : Yves Cape
- Son : Javier Umpierrez
- Montage : Óscar Figueroa et Michel Franco
- Production : Michel Franco, Duncan Montgomery, Eréndira Núñez Larios et Alex Orlovsky

Producteurs délégués : Efe Cakarel, Moises Chiver, Tatiana Emden, Ralph Haiek, Paula P. Manzanedo, Patricio Rabuffetti, Jason Ropell, Jack Selby, Michael Weber et Joyce Zylberberg
Coproducteur : Olmo Schnabel
- Sociétés de production : Teorema, High Frequency Entertainment, Screen Capital, MUBI et Case Study Films
- Distribution : 
  - Pimienta Films (Mexique),
  - Ketchup Entertainment (États-Unis)
  - Metropolitan Filmexport (France)
- Pays de production :  Mexique,  États-Unis,  Chili
- Format : couleurs
- Genre : drame
- Durée : 100 minutes
- Date de sortie :
  - Italie : 8 septembre 2023 (Mostra de Venise)
  - États-Unis : 5 janvier 2024
  - France : 29 mai 2024[1]

## Distribution
- Jessica Chastain (VF : Rafaèle Moutier) : Sylvia
- Peter Sarsgaard : Saul Shapiro
- Brooke Timber : Anna, la fille ado de Sylvia
- Merritt Wever : Olivia, la sœur de Sylvia
- Elsie Fisher : Sara, la nièce de Saul
- Josh Charles : Isaac Shapiro, le frère de Saul
- Jessica Harper : Samantha, la mère de Sylvia et d'Olivia
- Karen Roach : Karen, la collègue de Sylvia
- Jackson Dorfmann : Mark, le mari d'Olivia
- Blake Baumgartner : Ashley
- Elizabeth Quiroz : la femme de ménage
- Lexie Braverman : Rebecca
- Jania Dilone : Billie

## Production
Le tournage a lieu à New York et s'achève en mai 2022.

## Distinction
- Mostra de Venise 2023 : Coupe Volpi de la meilleure interprétation masculine pour Peter Sarsgaard[3]